# Eucopia sculpticauda
Eucopia sculpticauda är en kräftdjursart som beskrevs av Faxon 1893. Eucopia sculpticauda ingår i släktet Eucopia och familjen Eucopiidae. Inga underarter finns listade i Catalogue of Life.